# Championnat d'Irlande du Nord féminin de football 2024
Navigation
Édition précédente Édition suivante
La saison 2024 du Championnat d'Irlande du Nord féminin de football Women's Premier League est la vingt et unième saison du championnat. Le Glentoran Women's Football Club vainqueur de l'édition précédente remet son titre en jeu. Le Sion Swifts Ladies And Girls Football Club abandonne le championnat, la compétition passe donc de dix à neuf équipes.
Cliftonville Ladies remporte le championnat en ayant survolé la compétition avec seize victoires et seize matchs. En bas du tableau Mid-Ulster est relégué sans avoir remporté la moindre victoire.

## Organisation
C'est la deuxième saison professionnelle de la compétition.
les neuf équipes engagées s'opposent dans un système de poule avec des matchs aller et retour soit seize rencontres par équipe. Le club terminant à la première place est déclaré champion d'Irlande du Nord et se trouve qualifié pour le tour préliminaire de la Ligue des champions féminine de l'UEFA 2025-2026. Le club terminant à la dernière place est relégué en deuxième division.

## Les clubs participants
| \| Glentoran Crusaders Linfield Cliftonville Derry City Mid Ulster Lisburn Ladies Larne Lisburn Rangers \| Localisation des clubs engagés dans le championnat. |
| Glentoran Crusaders Linfield Cliftonville Derry City Mid Ulster Lisburn Ladies Larne Lisburn Rangers                                                           |

Ce tableau présente les six équipes qualifiées pour disputer le championnat. 
| Club                                      | Manager             | Stade                   | Capacité | Ville       |
| ----------------------------------------- | ------------------- | ----------------------- | -------- | ----------- |
| Cliftonville Ladies Football Club         | John McGrady        | Stade de Solitude       | 3 054    | Belfast     |
| Crusaders Strikers Football Club          | Jonny Tuffey        | Seaview                 | 3 383    | Belfast     |
| Derry City Ladies Football Club           | Kevin McLaughlin    | Prehen Playing Fields   | -        | Londonderry |
| Glentoran Women's Football Club           | Billy Clarke        | Blanchflower Stadium    | -        | Belfast     |
| Larne Football Club Women                 | Donald Malomo-Paris | Inver Park              | 6 000    | Larne       |
| Linfield Ladies Football Club             | Ryan McConville     | Midgley Park            | -        | Belfast     |
| Lisburn Ladies Football Club              | Phil Lewis          | Bluebell Stadium        | -        | Lisburn     |
| Lisburn Rangers Ladies FC & Girls Academy | Hugh Sinclair       | Crewe Park              | -        | Lisburn     |
| Mid Ulster Ladies Football Club           | Noel Mitchell       | Mid-Ulster Sports Arena | -        | Cookstown   |

## Compétition

### La pré-saison
Le 12 février 2024 quelques semaines après avoir terminé le championnat à la quatrième place, la direction du Sion Swifts Ladies And Girls Football Club annonce, à la surprise générale, la décision du club d'abandonner sa participation au championnat d'Irlande du Nord pour rejoindre une compétition régionale amateure. La Ligue nord-irlandaise annonce immédiatement que la compétition se disputera avec seulement neuf équipes, aucune structure n'ayant le temps de construire un dossier de candidature pour intégrer le championnat.

### Les moments forts de la saison
Le championnat commence le dimanche 5 mai 2024. La première journée affirme immédiatement la domination des deux favoris de la compétition Glentoran Women's et Cliftonville Ladies qui l'emportent respectivement 6-0 et 5-0. Lisburn Rangers remporte le tout premier match de son histoire en première division en s'imposant 2-1 sur le terrain de Derry City Ladies.
Lors de la troisième journée, Glentoran bat très lourdement Mid-Ulster 20-0, une des plus lourdes victoires de l'histoire du championnat. Dans le même temps Lisburn Rangers continue son excellent début de saison en s'imposant à Linfield ce qui lui permet de prendre temporairement la tête du championnat.
Après quatre journées, il reste trois équipes invaincues, Glentoran, Cliftonville et Lisburn Rangers.
La première rencontre au sommet du championnat a lieu le vendredi 5 juillet. Glentoran perd 1-2 sur son terrain contre Cliftonville. Le lendemain, Glentoran perd deux joueuses importantes qui sont recrutées par les écossaises du Heart of Midlothian : Joely Andrews et surtout Kerry Beattie, à date la meilleure buteuse du championnat nord-irlandais avec 11 buts en 8 matchs.
A la moitié du championnats deux équipes survolent la compétition Glentoran Women's et Cliftonville Ladies se partagent la première place, les premières étant devant à la différence de buts mais les secondes comptent un match en moins. Le podium est complété par les promues du Lisburn Rangers. Ces trois équipes comptent plus de 10 poins d'avances sur le reste des équipes. Si Cliftonville est la dernière équipe invaincue, Mid-Ulster ne compte aucune victoire après neuf journées.
Cliftonville Ladies remporte le championnat en ayant survolé la compétition avec seize victoires et seize matchs.
Mid-Ulster, dernier du championnat sans aucune victoire en seize rencontre est relégué en Championship. Larne Women qui devait disputer un match de barrage se maintient automatiquement faute d'adversaire puisque St James Swifts n'a pas souhaité tenter de rejoindre le Premiership.

### Classement
| Rang | Équipe              | Pts | J  | G  | N | P  | Bp | Bc | Diff |
| ---- | ------------------- | --- | -- | -- | - | -- | -- | -- | ---- |
| 1    | Cliftonville Ladies | 48  | 16 | 16 | 0 | 0  | 76 | 8  | +68  |
| 2    | Glentoran Women's T | 40  | 16 | 13 | 1 | 2  | 80 | 15 | +65  |
| 3    | Linfield Ladies     | 32  | 16 | 10 | 2 | 4  | 68 | 23 | +45  |
| 4    | Lisburn Rangers     | 28  | 16 | 9  | 1 | 6  | 41 | 34 | +7   |
| 5    | Crusaders Strikers  | 18  | 16 | 5  | 3 | 8  | 24 | 30 | -6   |
| 6    | Derry City Ladies   | 18  | 16 | 5  | 3 | 8  | 25 | 42 | -17  |
| 7    | Lisburn LFC         | 14  | 16 | 4  | 2 | 10 | 18 | 50 | -32  |
| 8    | Larne Women         | 9   | 16 | 2  | 3 | 11 | 17 | 63 | -46  |
| 9    | Mid-Ulster          | 1   | 16 | 0  | 1 | 15 | 7  | 91 | -84  |

| Légende : Qualifications et relégations | Légende : Qualifications et relégations                                                                                    |
| --------------------------------------- | --- |
|                                         | Ligue des champions féminine de l'UEFA 2025-2026                                                                           |
|                                         | Barrage de relégation |
|                                         | Relégation |
|                                         | T : Tenant du titre P : Promu C : Vainqueur de la Coupe d'Irlande du Nord 2024 CL : Vainqueur de la Coupe de la Ligue 2024 |

### Résultats
| Résultats (▼dom., ►ext.)                                   | CFT | CRU | DER | GLT | LAR | LIN  | LIS | LRA | MID  |
| Cliftonville Ladies                                        |     | 2-0 | 5-0 | 6-0 | 8-1 | 5-2  | 6-0 | 3-2 | 5-0  |
| Crusaders Strikers                                         | 0-1 |     | 0-1 | 0-6 | 7-0 | 1-1  | 6-1 | 1-2 | 5-1  |
| Derry City Ladies                                          | 0-3 | 3-1 |     | 1-6 | 0-0 | 1-3  | 3-1 | 1-2 | 4-0  |
| Glentoran Women's                                          | 1-2 | 6-0 | 7-1 |     | 3-0 | 1-1  | 4-1 | 3-0 | 20-0 |
| Larne Women                                                | 0-6 | 0-0 | 1-1 | 0-5 |     | 0-10 | 1-2 | 0-4 | 7-0  |
| Linfield Ladies                                            | 0-4 | 5-0 | 5-1 | 1-2 | 7-1 |      | 6-0 | 2-5 | 7-1  |
| Lisburn Ladies                                             | 1-7 | 0-1 | 1-1 | 1-3 | 2-1 | 0-7  |     | 0-1 | 2-0  |
| Lisburn Rangers                                            | 1-8 | 1-2 | 6-1 | 1-7 | 6-1 | 0-3  | 2-2 |     | 5-0  |
| Mid-Ulster                                                 | 0-5 | 0-0 | 1-6 | 0-6 | 2-4 | 1-8  | 1-4 | 0-3 |      |
| - Victoire à domicile - Match nul - Victoire à l'extérieur |     |     |     |     |     |      |     |     |      |

### Meilleures buteuses
| Place              | Joueuse            | Club         | Buts |
| ------------------ | ------------------ | ------------ | ---- |
| Médaille d'or      | Cora Chambers      | Linfield     | 21   |
| Médaille d'argent  | Eve Reilly         | Linfield     | 15   |
| Médaille de bronze | Caitlin McGuinness | Cliftonville | 14   |
| 4                  | Kirsty McGuinness  | Cliftonville | 12   |
| -                  | Demi Vance         | Glentoran    | 12   |
| 6                  | Kerry Beattie      | Glentoran    | 11   |
| -                  | Danielle Maxwell   | Cliftonville | 11   |
| 8                  | Carla Devine       | Cliftonville | 10   |
| -                  | Rachel Rogan       | Glentoran    | 10   |
| 10                 | Marissa Callaghan  | Cliftonville | 9    |

## Bilan de la saison
| Championnat d'Irlande du Nord féminin de football 2024        |                                 |
| Champion                                                      | Cliftonville Ladies (2e titre)  |
| Coupes et trophées                                            |                                 |
| Vainqueur de la Coupe d'Irlande du Nord 2024                  | Cliftonville Ladies             |
| Qualifications continentales                                  |                                 |
| Ligue des champions féminine de l'UEFA 2025-2026              | Cliftonville Ladies             |
| Promotions et relégations                                     |                                 |
| Promus en Championnat d'Irlande du Nord féminin de football   | Aucun                           |
| Relégués en Championnat d'Irlande du Nord féminin de football | Mid Ulster Ladies Football Club |